# 丹尼尔·阚
丹尼尔·马里努斯·阚（Daniel Marinus Kan）是一个数学家，研究领域为同伦论。他在过去五十年中在这个领域做出了丰富的贡献，著有或合著几十篇论文与专著。他工作的主要议题是抽象同伦论。
他是麻省理工学院的荣誉教授，他从1960年代初便在那里工作。1955年他获得希伯来大学哲学博士学位，导师为塞缪尔·艾伦伯格。他的学生包括 Alridge K. Bousfield, William Dwyer, 以及 Jeffrey Smith。
他在现代同伦论的起源中发挥的作用类似于桑德斯·麦克兰恩在同调代数中的地位，即熟练与持续应用范畴论方法。他最著名的工作是在1958年给出了伴随函子发现的抽象表述。阚扩张是一类有用的伴随的最一般的描述。
他在拓扑中的单纯集合与单纯方法中做出了贡献：单纯集合上的一般闭模型范畴结构中的纤维化称为阚纤维化，而纤维对象成为阚复形。
阚近期一些工作关注模型范畴以及其它同伦范畴。